# サナトゥルク1世
サナトゥルク1世（アラム語 (ハトラ方言):𐣮𐣭𐣨𐣣𐣥𐣲、Sanatruq I）は、ハトラ（現在のイラク北部のニーナワー県モースルの南西約100km）の王。

## 略歴
サナトゥルク1世は、現在のイラクにある古代都市ハトラの王。サナトゥルク1世は西暦128年頃から140年頃まで治めていたナシュルの息子である。サナトゥルク1世はハトラで発見された20以上の碑文から知られており、西暦140年頃から180年頃まで統治していたとされている。サナトゥルク1世の碑文の中には年代（176/177年）の分かるものが一つだけある。サナトゥルク1世は自分自身を𐣬𐣫𐣪 mlk（王）と呼ぶハトラの最初の支配者の一人であったが、彼はまた、𐣬𐣣𐣩𐣠 mry（管理者）の称号を持っている。
両方の称号はまた、彼の兄ヴォロガシュのために証明されている。彼らは両方が一緒に治世し、アラブ人の王の称号を取ったかどうかは不明。彼の息子であり、後継者はアブサミヤである。

## ギャラリー

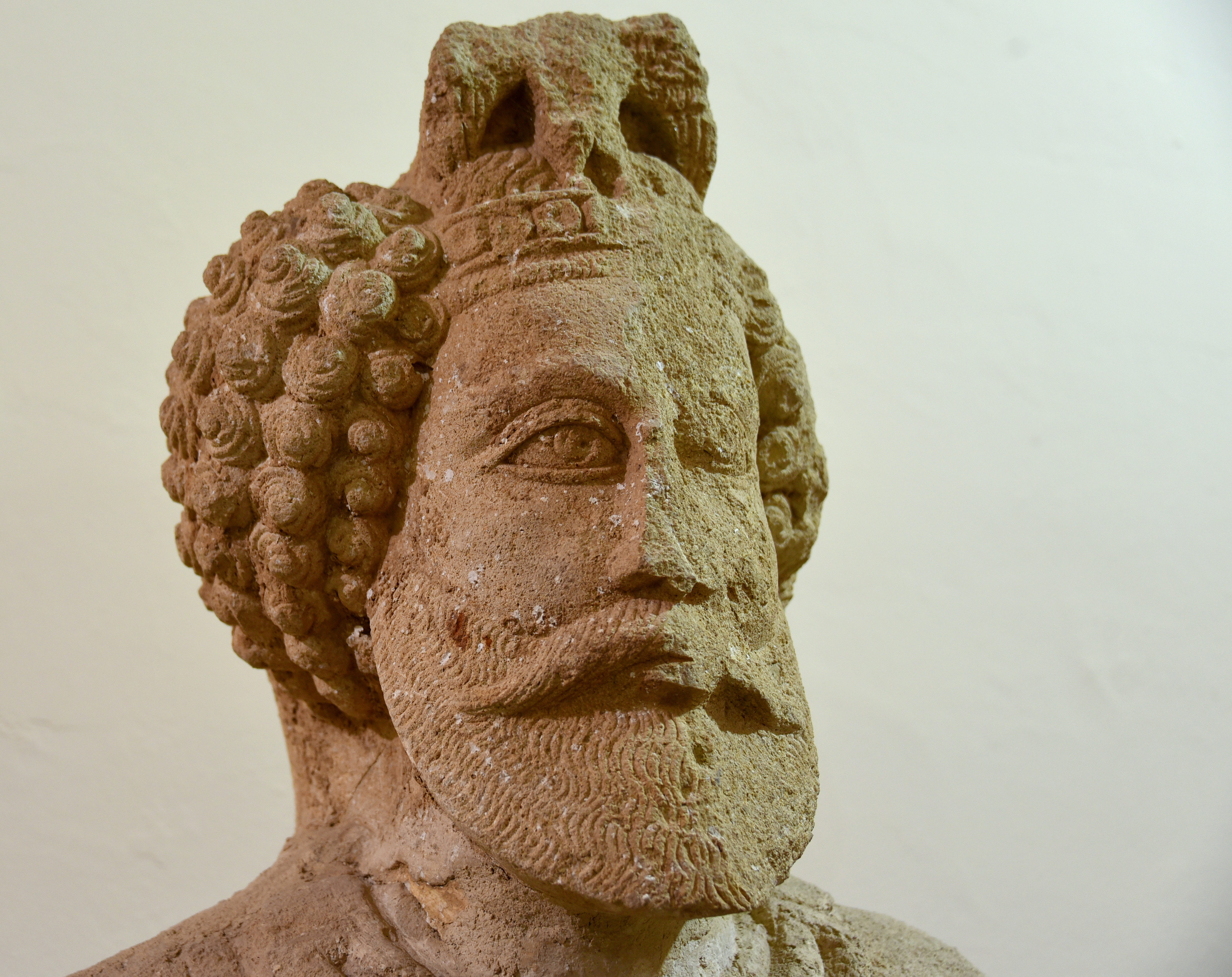
サナトゥルク1世 紀元2世紀 ハトラより出土。エルビル文明博物館 イラク・クルディスタン
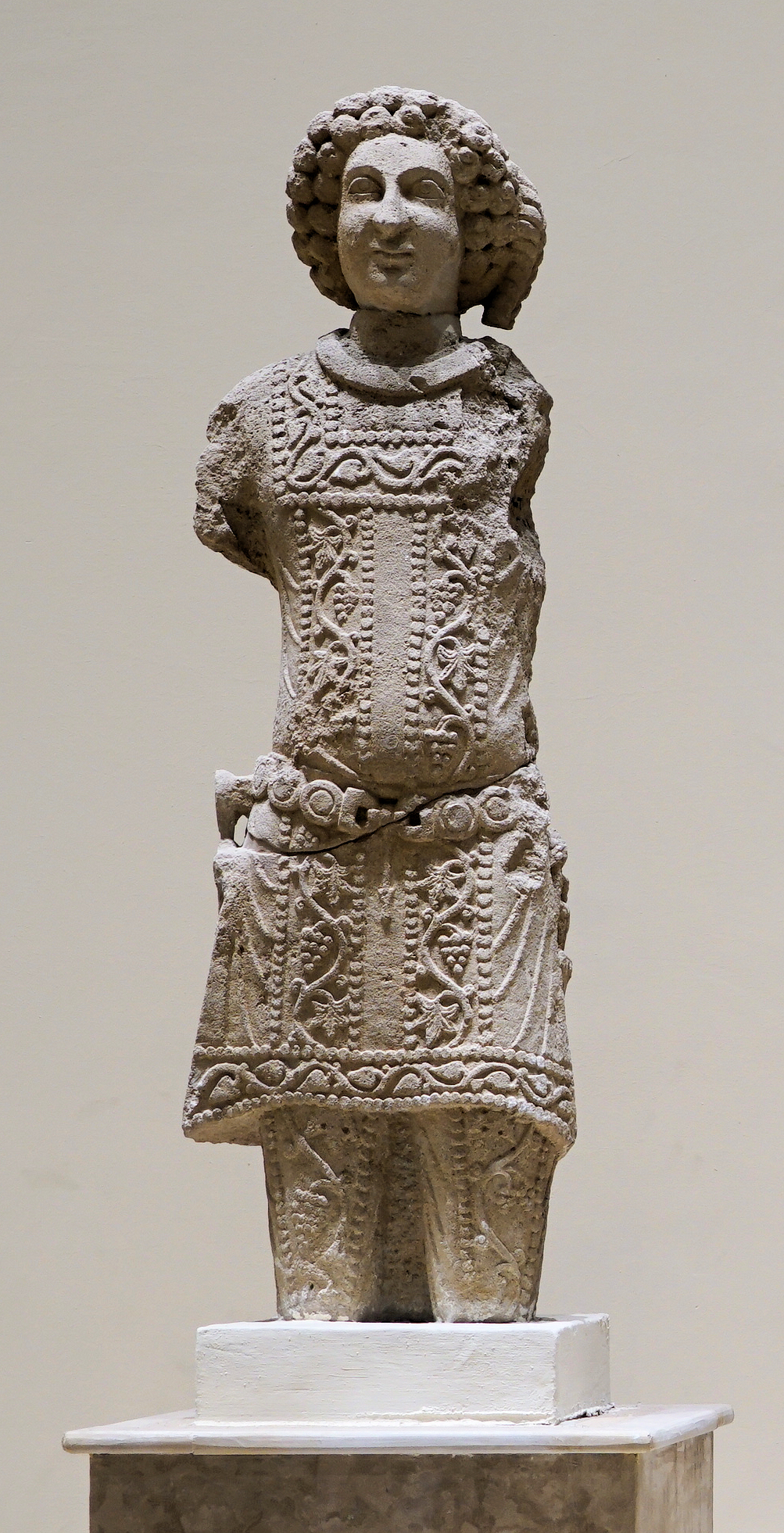
ニール王子、サナトゥルク1世の息子
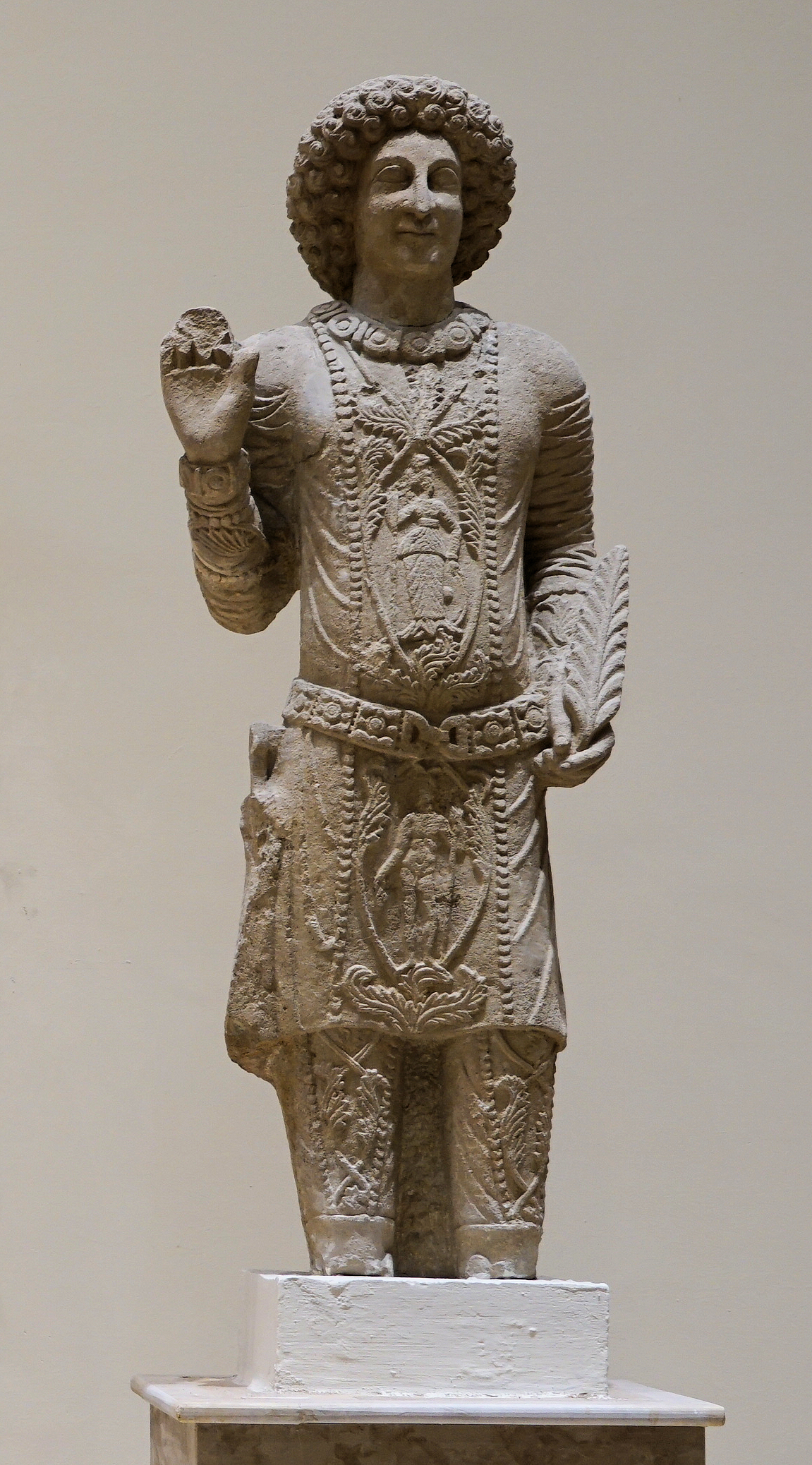
サナトゥルク1世の息子で後の王であるアブサミヤ王子